# 馬拉克·古丁
馬拉克·艾爾文·古丁爵士，KCMG（Sir Marrack Irvine Goulding，1936年9月2日—2010年7月9日），英國外交官，1986年至1997年間任聯合國副秘書長，曾任牛津大學聖安東尼學院長。

## 早期生活
出生於英格蘭普利茅斯，就讀聖保祿學校，後來在倫敦研究人文學科。 

## 生涯
1959年進入英國外交界服務，1961年派赴英國駐科威特大使館。1964年回國，在英國外交部工作。1968年，再次派駐海外。
1986年1月1日，成了聯合國特別政治事務副秘書長。
2004年，簽署了一份意向書，批評英國在中東的政策。